# Prosthechea obpiribulbon
Prosthechea obpiribulbon är en orkidéart som först beskrevs av Eric Hágsater, och fick sitt nu gällande namn av Wesley Ervin Higgins. Prosthechea obpiribulbon ingår i släktet Prosthechea och familjen orkidéer. Inga underarter finns listade i Catalogue of Life.